# Nikolaus Carstens
Nikolaus Carstens (* 26. August 1668 in Lübeck; † 4. November 1735 ebenda) war ein deutscher Kaufmann und Ratsherr der Hansestadt Lübeck.

## Leben
Nikolaus Carstens war einer der Söhne des Lübecker Ratssekretärs und späteren Ratsherrn Joachim Friedrich Carstens. Er erlernte den Kaufmannsberuf in Hamburg, Leipzig und Stettin. Längere Zeit arbeitete er in Narva, bevor er Kaufmann in Lübeck wurde. 1728, im Jahr nach dem Tod seines ältesten Bruders und Bürgermeisters Joachim Lothar Carstens, wurde er in den Rat der Stadt gewählt. Seine Leichenschrift verfasste 1735 der Rektor des Katharineums Johann Henrich von Seelen.
Nikolaus Carstens war dreimal verheiratet, in erster Ehe mit Magdalene Rotterdam, in zweiter Ehe mit Anna Elsabe Zerran und in dritter Ehe Katharina Gertrud Schröder, verwitwete Tesdorpf, Witwe des Weinhändlers Johann Georg Tesdorpf.